# Temple University
La Temple University è un'università statunitense pubblica con sede a Filadelfia, nella Pennsylvania.

## Storia
L'università fu fondata nel 1884 da Russell Conwel; attualmente l'ateneo vanta diverse sedi nello Stato della Pennsylvania (Ambler, Fort Washington e Harrisburg), estendendosi inoltre anche a livello internazionale visto che è presente anche a Roma, Tokyo, Singapore e Londra.

## Sport
Gli Owls, che fanno parte della NCAA Division I, sono affiliati alla American Athletic Conference. La pallacanestro e il football americano sono gli sport principali, le partite interne vengono giocate al Lincoln Financial Field e indoor al Liacouras Center.

### Pallacanestro
Temple è uno dei college più rappresentativi nella pallacanestro, conta 31 apparizioni nella post-season ed ha raggiunto le Final Four in due occasioni (anche se l'ultima volta che gli Owls sono arrivati fra le prime quattro è datata 1958).